# 拉贡达市镇

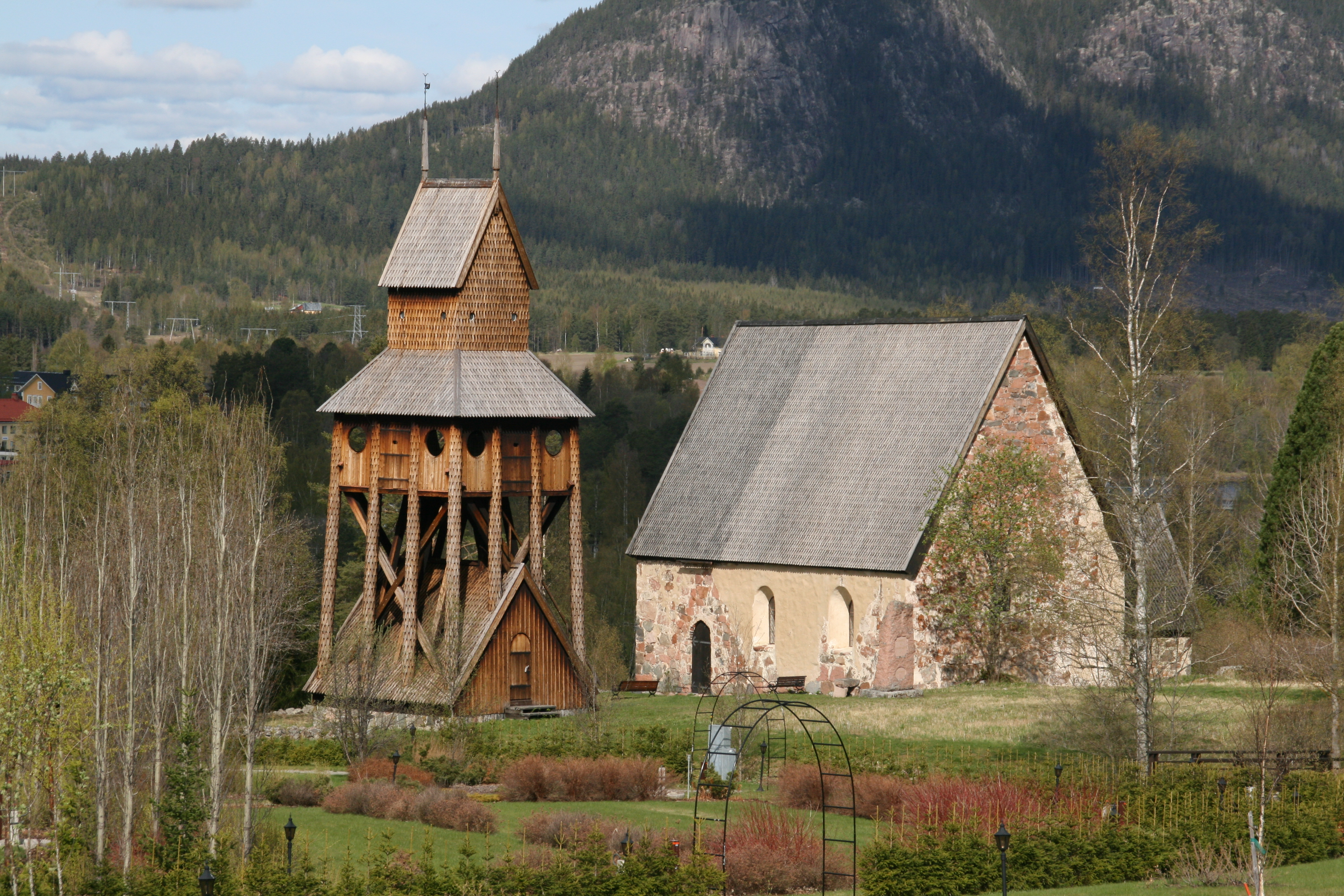
拉贡达的旧教堂

拉贡达市镇（瑞典語：Ragunda kommun）是瑞典中部耶姆特兰省的一个市镇。其治所位于哈马什兰德。